# Piłsudského mohyla

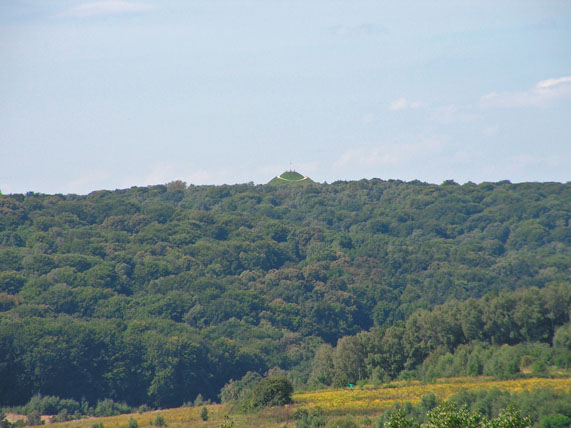
Piłsudského mohyla (pohled z Kościuszkovy mohyly

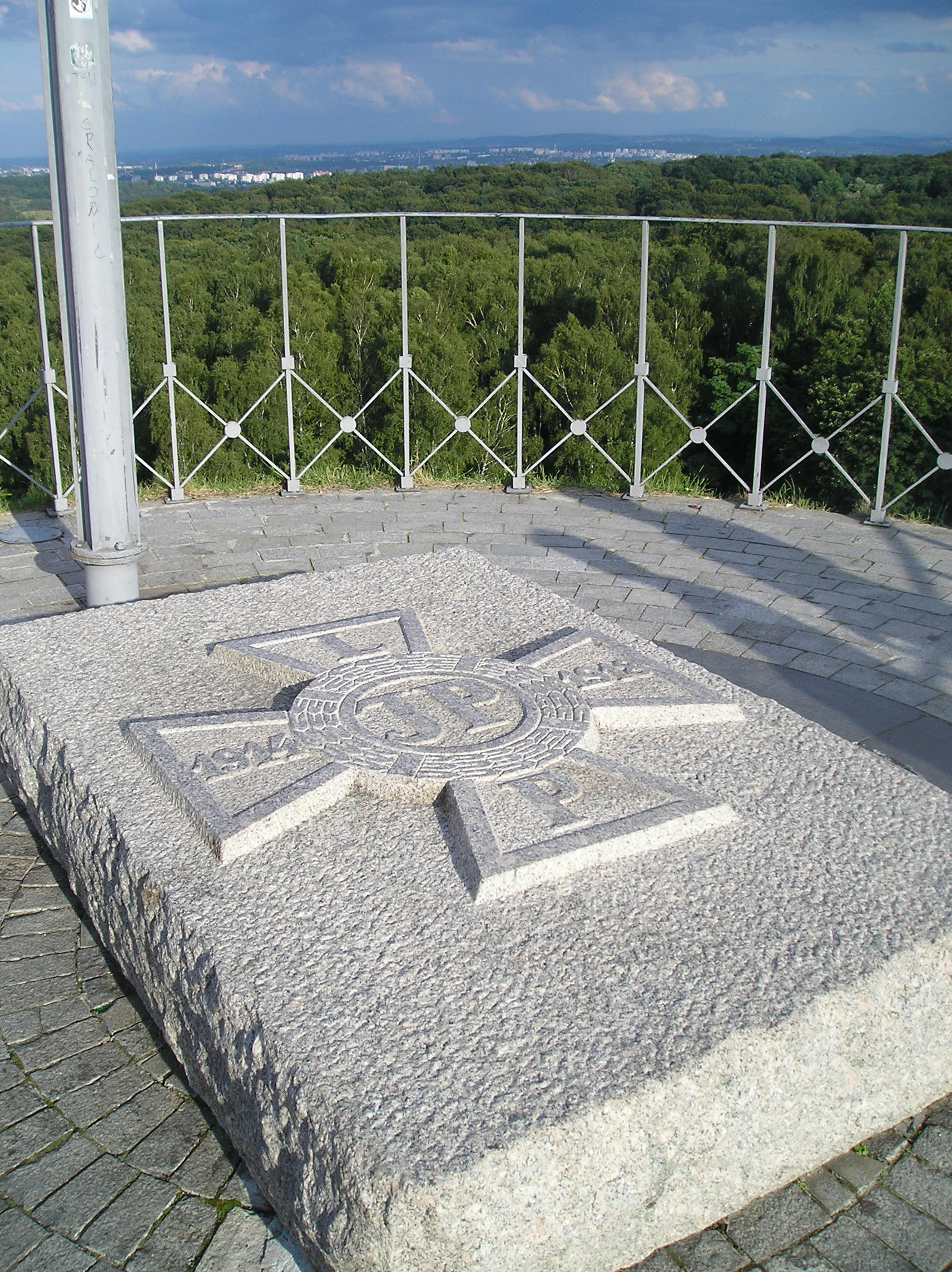
Pomník na Piłsudského mohyle

Piłsudského mohyla (pol. Kopiec Józefa Piłsudskiego nebo také Kopiec Niepodległości, Kopiec Wolności, Sowiniec) je jedna ze čtyř krakovských mohyl navršených polským národním hrdinům. Je věnovaná maršálkovi Jozefu Piłsudskému. Mohyla je navršena na kopci Sowiniec, který leží v západní části Krakova v lesoparkové oblasti nazývané Las Wolski ve čtvrti Zwierzyniec. Ze čtyř krakovských mohyl je nejmladší a největší.

## Historie
V roce 1934 navrhl Svaz polských legionářů vztyčení mohyly jako vzpomínky na národní boje za nezávislost. Ve Varšavě byla pro výstavbu mohyly sestavena zvláštní komise, do jejíhož čela byl jmenován plukovník Walery Sławek. Rozhodnutí o stavbě mohyly bylo krakovskými radními schváleno 5. července 1934 . Práce dle projektu architekta Franciszka Mączyńského byly zahájeny 6. srpna 1934 .
Po smrti maršála Piłsudského byla mohyla pojmenována jeho jménem. Vršení mohyly bylo dokončeno 9. července 1937. V mohyle byly uloženy kousky země ze všech bojišť první světové války, na kterých bojovali Poláci. Za tímto účelem bylo do Krakova přivezeno více než 3 tisíce uren se zeminou. Některé z nich se dodnes nacházejí v Historickém muzeu města Krakova. V roce 1941 vydal polský generální guvernér Hans Frank rozkaz mohylu zbořit. Tento rozkaz však nebyl nikdy realizován .
Po druhé světové válce se vlády snažily, aby se o mohyle příliš nemluvilo. Okolí kopce bylo zalesněno a v roce 1953 byla pomocí tanku z vrcholku kopce odstraněna žulová deska, na níž byl vyryt legionářský kříž. Současně byl poškozen povrch mohyly. V roce 1981 byla zahájena velká akce obnovy mohyly. Na úpatí byly uloženy kousky země z bojišť i druhé světové války .

## Rozměry
- Výška: asi 26 m (383,6 m n. m.)
- Průměr základny: 111 m
- Objem: 130 000 m³